# Policy (politica)
Con policy si intende la politica pubblica, "reale", intesa come soluzioni concrete ai problemi comuni, contrapposta alla politics, che invece fa riferimento a meri rapporti di forza, su base ideologica, tra forze politiche e leader. I due significati non sono distinguibili in italiano perché nel nostro vocabolario entrambi i significati ricadono sotto il termine generico di "politica". La differenziazione del termine infatti appartiene in origine al lessico della politica statunitense e della cultura locale fortemente pragmatica.
Vi è una apposita disciplina che si occupa degli studi in questo campo. Essa prende diversi nomi (anche questi evidentemente non traducibili): policy studies, policy inquiry, policy choise o anche più semplicemente public policy.
Le policy aziendali sono diffuse anche nei soggetti di diritto privato, italiano e internazionali. Sono atti di natura (auto)regolamentare, che stabiliscono in forma scritta diritti e obblighi fra la società e i suoi stakeholder: lavoratori, sindacati, clienti, fornitori.

## Policy making
Il policy making è un processo complesso che coinvolge molti soggetti con competenze, ruoli, interessi e risorse disponibili diversi. L'economia politica è la scienza che studia quale soggetto economico ottiene cosa, perché e quali sono le conseguenze di questo evento nel sistema economico. Si basa sul principio di precauzione che si fonda sul senso di prudenza in merito di non attuare le politiche economiche fino al momento in cui non si è certi della loro efficacia nella realtà.
Si tratta di una precauzione politica: si sceglie di dare via libera ad una scelta solo dopo aver stabilito forme decisionali trasparenti e con il coinvolgimento dei cittadini.
Studiare le politiche pubbliche significa accorgersi della loro esistenza considerando la possibilità di collegare tra loro diversi eventi che riguardano uno stesso problema di rilevanza collettiva. In Italia è diffusa l'idea che politica nel senso di politics e politica nel senso di policy siano due aspetti di uno stesso fenomeno.
Anche se le leggi e le politiche pubbliche hanno ampi margini di sovrapposizione (soprattutto in Italia), procedimento legislativo (in inglese law making) e policy making non coincidono né concettualmente né praticamente. Il merito dei policy makers è la capacità di ottenere risultati senza ricorrere a innovazioni legislative, ma semplicemente attraverso un migliore coordinamento delle risorse disponibili.
Le politiche pubbliche comportano l'uso consapevole di un ventaglio di risorse e tecnologie molto più largo della potestà legislativa, incidendo molto di più sui risultati che sull'emanazione di volontà legislative formali.
Politica pubblica è un termine molto inclusivo e la tipologia di interventi di cui possono servirsi i policy makers è molto vasta. Gli approcci manageriali tradizionali si basano sulla necessità di operare una distinzione tra i fini  (individuati democraticamente attraverso la politica: politics), e i mezzi (valutati in base a una razionalità tecnica: policy). All'estremo opposto vi è il concetto di governance, ovvero l'ambizione di plasmare intenzionalmente la sfera del pubblico controllandone le tensioni.